# Austrolimnophila (Austrolimnophila) peremarginata
Austrolimnophila (Austrolimnophila) peremarginata is een tweevleugelige uit de familie steltmuggen (Limoniidae). De soort komt voor in het Afrotropisch gebied.